# BMC Racing Team/2018
Deze pagina geeft een overzicht van de BMC Racing Team-wielerploeg in 2018.

## Renners
| Naam                 | Geboortedatum | Nationaliteit    | Ploeg 2017                         |
| -------------------- | ------------- | ---------------- | ---------------------------------- |
| Alberto Bettiol      | 29-10-1993    | Italië           | Cannondale-Drapac Pro Cycling Team |
| Patrick Bevin        | 15-02-1991    | Nieuw-Zeeland    | Cannondale-Drapac Pro Cycling Team |
| Tom Bohli            | 17-01-1994    | Zwitserland      |                                    |
| Brent Bookwalter     | 16-02-1984    | Verenigde Staten |                                    |
| Damiano Caruso       | 12-10-1987    | Italië           |                                    |
| Alessandro De Marchi | 19-05-1986    | Italië           |                                    |
| Rohan Dennis         | 28-05-1990    | Australië        |                                    |
| Jempy Drucker        | 03-09-1986    | Luxemburg        |                                    |
| Kilian Frankiny      | 26-01-1994    | Zwitserland      |                                    |
| Simon Gerrans        | 16-05-1980    | Australië        | Orica-Scott                        |
| Tejay van Garderen   | 12-08-1988    | Verenigde Staten |                                    |
| Stefan Küng          | 16-09-1993    | Zwitserland      |                                    |
| Richie Porte         | 30-01-1985    | Australië        |                                    |
| Nicolas Roche        | 03-07-1984    | Ierland          |                                    |
| Jürgen Roelandts     | 02-07-1985    | België           | Lotto Soudal                       |
| Joey Rosskopf        | 05-09-1989    | Verenigde Staten |                                    |
| Michael Schär        | 26-05-1986    | Zwitserland      |                                    |
| Miles Scotson        | 18-01-1994    | Australië        |                                    |
| Dylan Teuns          | 01-03-1992    | België           |                                    |
| Greg Van Avermaet    | 17-05-1985    | België           |                                    |
| Nathan Van Hooydonck | 12-10-1995    | België           |                                    |
| Francisco Ventoso    | 06-05-1982    | Spanje           |                                    |
| Loïc Vliegen         | 20-12-1993    | België           |                                    |
| Danilo Wyss          | 26-08-1985    | Zwitserland      |                                    |

### Stagiairs
Vanaf 1 augustus 2018
| Naam            | Geboortedatum | Nationaliteit | Vorige ploeg                                   |
| --------------- | ------------- | ------------- | ---------------------------------------------- |
| Alexander Evans | 28-01-1997    | Australië     | Mobius-BridgeLane                              |
| Freddy Ovett    | 16-01-1994    | Australië     | Australian Cycling Academy-Ride Sunshine Coast |

### Vertrokken
| Renner           | Ploeg 2018                  |
| ---------------- | --------------------------- |
| Silvan Dillier   | AG2R La Mondiale            |
| Martin Elmiger   | gestopt                     |
| Floris Gerts     | Roompot-Nederlandse Loterij |
| Ben Hermans      | Israel Cycling Academy      |
| Amaël Moinard    | Team Fortuneo-Samsic        |
| Daniel Oss       | BORA-hansgrohe              |
| Manuel Quinziato | gestopt                     |
| Samuel Sánchez   | gestopt                     |
| Manuel Senni     | Bardiani-CSF                |

## Belangrijkste overwinningen
| Tour Down Under 5e etappe: Richie Porte Ronde van Valencia 3e etappe (ploegentijdrit): * 1) 5e etappe: Jürgen Roelandts Ronde van Oman 3e etappe: Greg Van Avermaet Ronde van Abu Dhabi 4e etappe (tijdrit): Rohan Dennis Tirreno-Adriatico 1e etappe (ploegentijdrit): * 2) 7e etappe (tijdrit): Rohan Dennis Ronde van Yorkshire Eindklassement: Greg Van Avermaet Puntenklassement: Greg Van Avermaet Ronde van Californië 4e etappe: Tejay van Garderen Ronde van Italië 16e etappe: Rohan Dennis | Ronde van Zwitserland 1e etappe (ploegentijdrit): * 3) 9e etappe: Stefan Küng Eindklassement: Richie Porte Ronde van Frankrijk 3e etappe (ploegentijdrit): * 4) Ronde van Utah Proloog: Tejay van Garderen BinckBank Tour 2e etappe (ITT): Stefan Küng Arctic Race of Norway Ploegenklassement: * 5) Ronde van Spanje 1e etappe: Rohan Dennis 11e etappe: Alessandro De Marchi 16e etappe: Rohan Dennis Ronde van Groot-Brittannië (mannen)Ronde van Groot-Brittannië Puntenklassement: Patrick Bevin | Ronde van Emilia Winnaar: Alessandro de Marchi Ronde van Turkije Ploegenklassement * 6) Nationale kampioenschappen wielrennen Australië - tijdrit: Rohan Dennis Verenigde Staten - tijdrit: Joey Rosskopf Zwitserland - tijdrit: Stefan Küng Wereldkampioenschappen wielrennen Tijdrit: Rohan Dennis |

* 1) Ploeg Ronde van Valencia: Bookwalter, De Marchi, Frankiny, Küng, Roelandts, Schär, Van Avermaet
* 2) Ploeg Tirreno-Adriatico: Bettiol, Bevin, Caruso, Dennis, Küng, Schär, Van Avermaet
* 3) Ploeg Ronde van Zwitserland: De Marchi, van Garderen, Gerrans, Küng, Porte, Schär, Van Avermaet
* 4) Ploeg Ronde van Frankrijk: Bevin, Caruso, van Garderen, Gerrans, Küng, Porte, Schär, Van Avermaet
* 5) Ploeg Arctic Race of Norway: Bettiol, Caruso, Evans, Roche, Schär, Wyss
* 6) Ploeg Ronde van Turkije: Bevin, Bohli, Bookwalter, Drucker, Frankiny, Roche, Wyss
2007 · 2008 · 2009 · 2010 · 2011 · 2012 · 2013 · 2014 · 2015 · 2016 · 2017 · 2018 · 2019 · 2020
AG2R-La Mondiale · Astana Pro Team · Bahrain-Merida · BMC Racing Team · BORA-hansgrohe · Groupama-FDJ · Lotto Soudal · Mitchelton-Scott · Movistar Team · Quick-Step · Team Dimension Data · Team EF Education First-Drapac p/b Cannondale · Team Katjoesja Alpecin · Team LottoNL-Jumbo · Team Sky · Team Sunweb · Trek-Segafredo · UAE Team Emirates